# Carré musulman

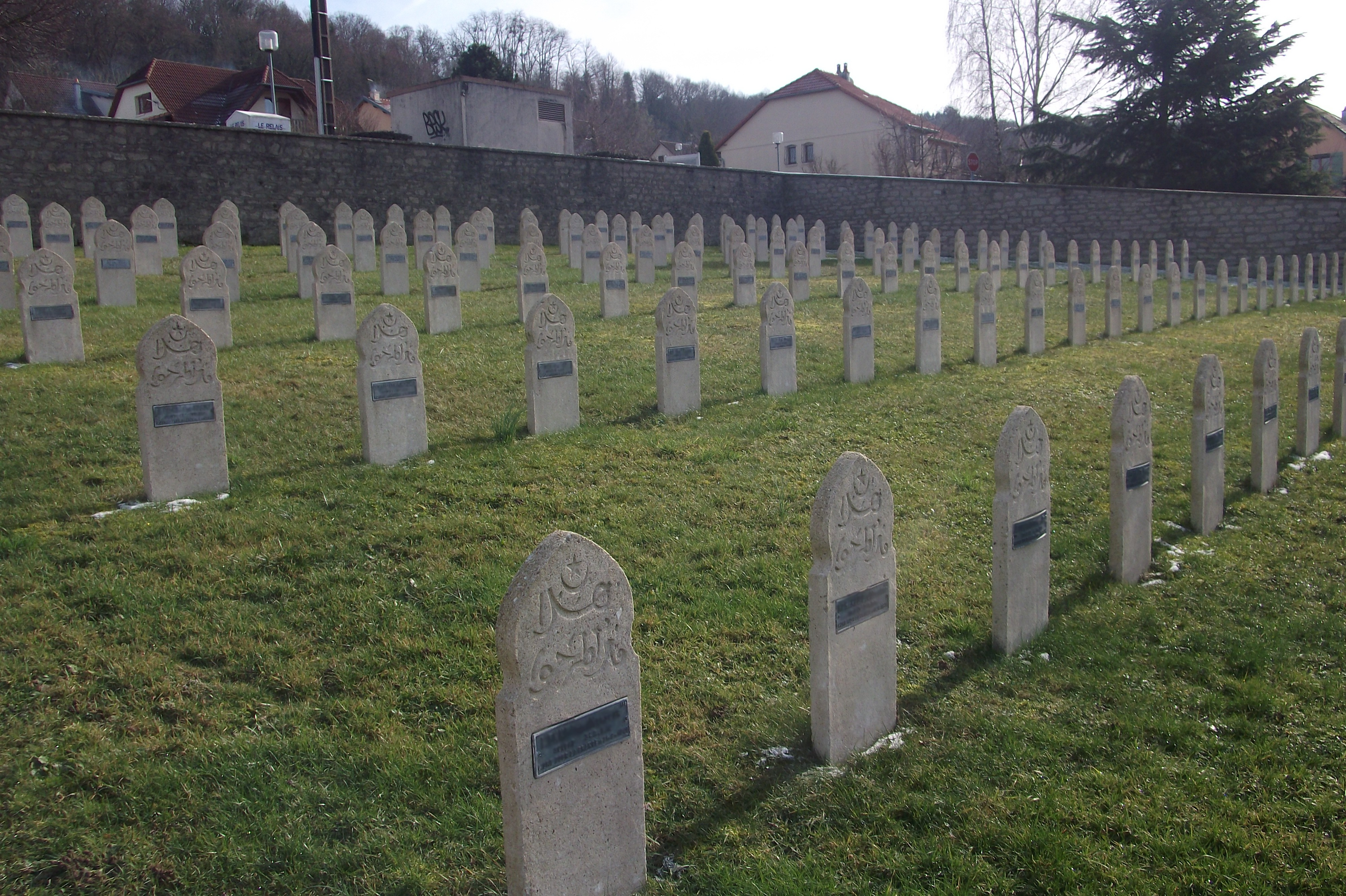
Tombes musulmanes du cimetière militaire de Navenne, à Vesoul.

Un carré musulman est la partie d'un cimetière destinée à accueillir des défunts musulmans.
Ils existent uniquement dans les pays non musulmans car dans l'islam les âmes des croyants doivent reposer ensemble dans un même cimetière. Les tombes suivent la qibla, c'est-à-dire qu'elles sont orientées vers la ville de La Mecque en Arabie saoudite, lieu saint des musulmans.
Le carré musulman diffère d'une maqbara, qui est un cimetière entièrement musulman.

## France métropolitaine
La création du premier carré musulman est décidée par le Conseil municipal de Paris le 17 juin 1853 et il ouvre effectivement le 1er janvier 1857 comme 85e division du cimetière du Père-Lachaise. Après 1918, les civils se voient affecter la 30e division du cimetière parisien de Pantin.
Depuis 1925, les maires ont la possibilité de rassembler au sein du cimetière interconfessionnel les morts de même confession, d'où l'existence des « carrés ».
Par exception, il existe plusieurs cimetières exclusivement musulmans en France métropolitaine : 
- le cimetière musulman de Bobigny, basé sur un décret présidentiel de 1934[2], inauguré en 1937 ;
- le cimetière musulman de Strasbourg, inauguré en 2012[3], de par le Concordat de 1801 resté en vigueur en Alsace-Moselle[2] ;
- le cimetière musulman de Largentière en Ardèche, créé en 1964, en lien avec la cité Neuilly-Nemours du quartier Volpillaire, qui accueille des harkis réfugiés en métropole à la fin de la guerre d'Algérie[4].

Après la saturation du cimetière musulman de Bobigny, il est décidé sous l'impulsion du préfet de la Seine Paul Haag d'ouvrir un carré musulman au cimetière parisien de Thiais. Dès 1957, sans que cela ne donne lieu à un acte administratif de l'Etat, des divisions dédiées à des sépultures musulmanes sont créées à la demande de la Grande Mosquée de Paris, répondant à une demande annuelle d'environ 250 inhumations à la fin des années 1990. D'abord onze, le nombre de divisions confessionnelles musulmanes passe à quinze, faisant de Thiais le principal regroupement de sépultures musulmanes de France.
Les carrés musulmans sont décrits par les circulaires du ministère de l’Intérieur des 28 novembre 1975 et 14 février 1991, relatives à l’inhumation des défunts de confession islamique, puis par la circulaire du 31 janvier 2008 sur la police des lieux de sépulture. Elles consacrent l’option des regroupements, retenue dans les cimetières extra muros de la Ville de Paris en faveur des israélites à Bagneux et Pantin dès 1887 et des Musulmans à Thiais à partir de 1957.
En 2010, environ 70 carrés musulmans sont inclus dans les cimetières communaux dont 23 en Île-de-France.
Lors la pandémie de Covid-19 qui a provoqué une hausse des décès ainsi que la fermeture des frontières à compter de mars 2020, les musulmans qui avaient l'habitude pour une grande majorité de rapatrier la majorité des défunts dans leur pays d'origine, se sont heurtés au manque de carrés musulmans en France. Ainsi, sur 35 000 cimetières, Mohammed Moussaoui du CFCM a évalué à environ 600 le nombre de cimetières proposant un carré confessionnel respectant le rite religieux musulman. En mai 2020, la plateforme L.E.S. Musulmans en a recensé 205.

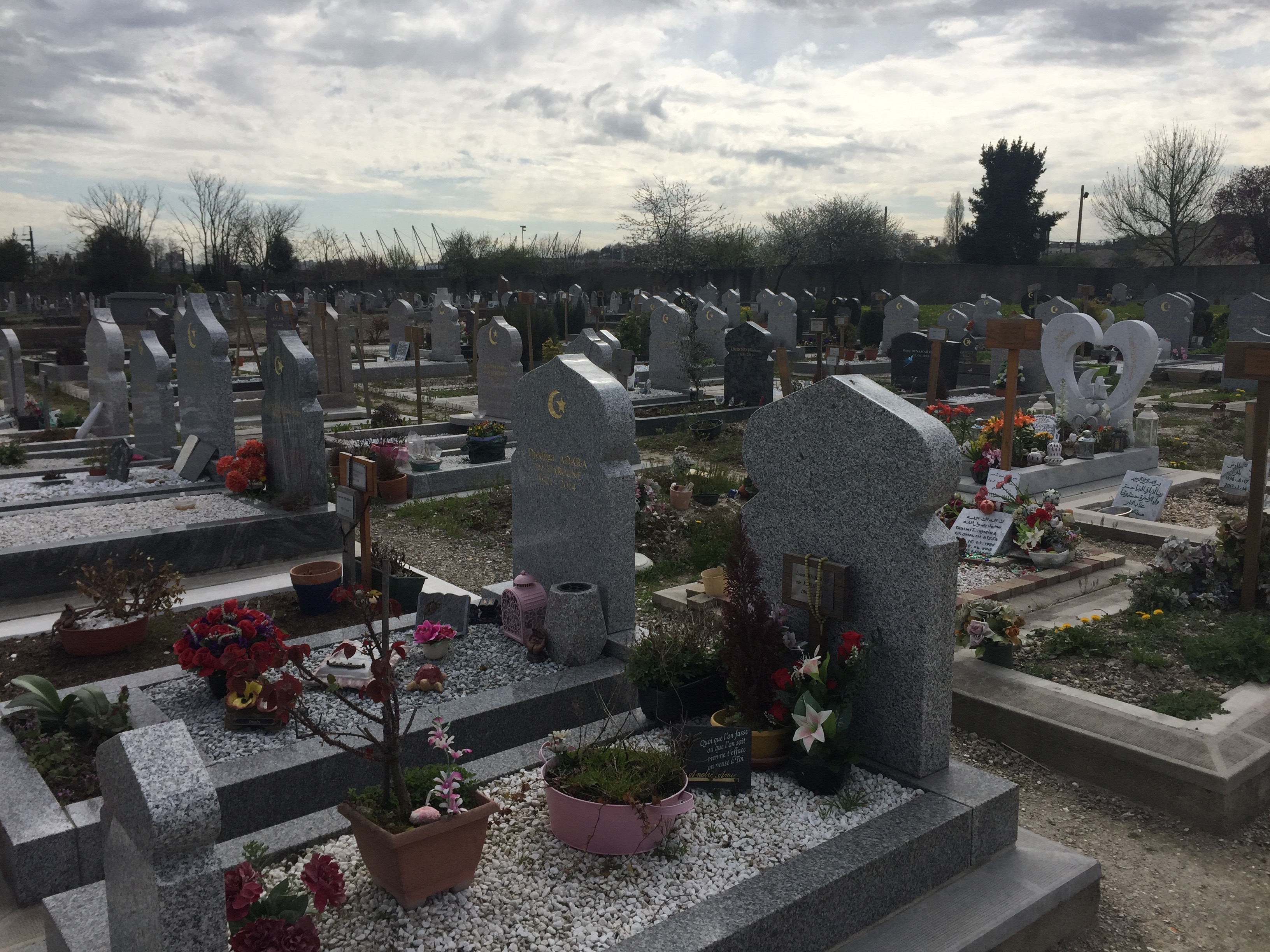
Cimetière musulman de Bobigny.
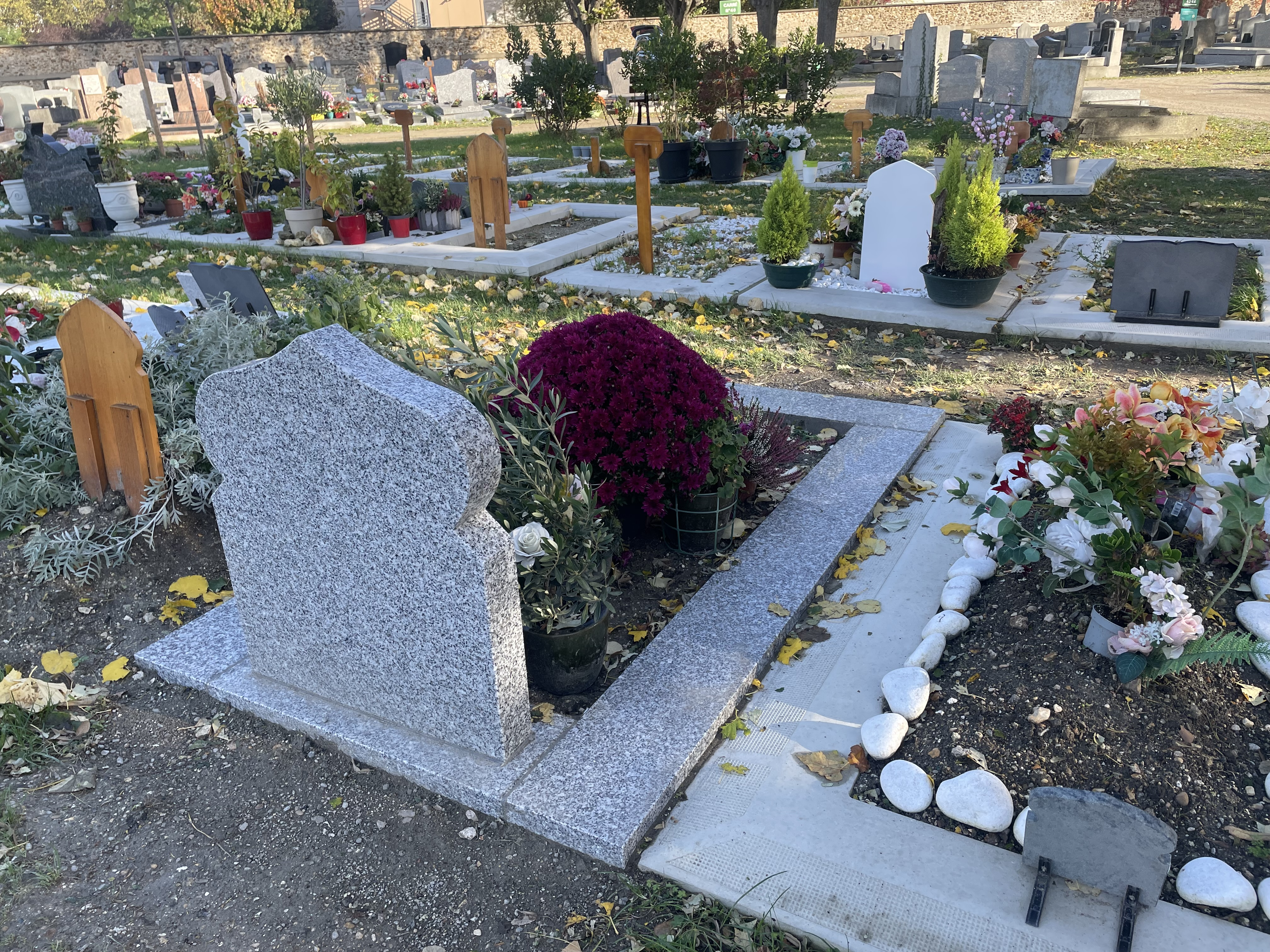
Carré musulman du cimetière de Saint-Denis.
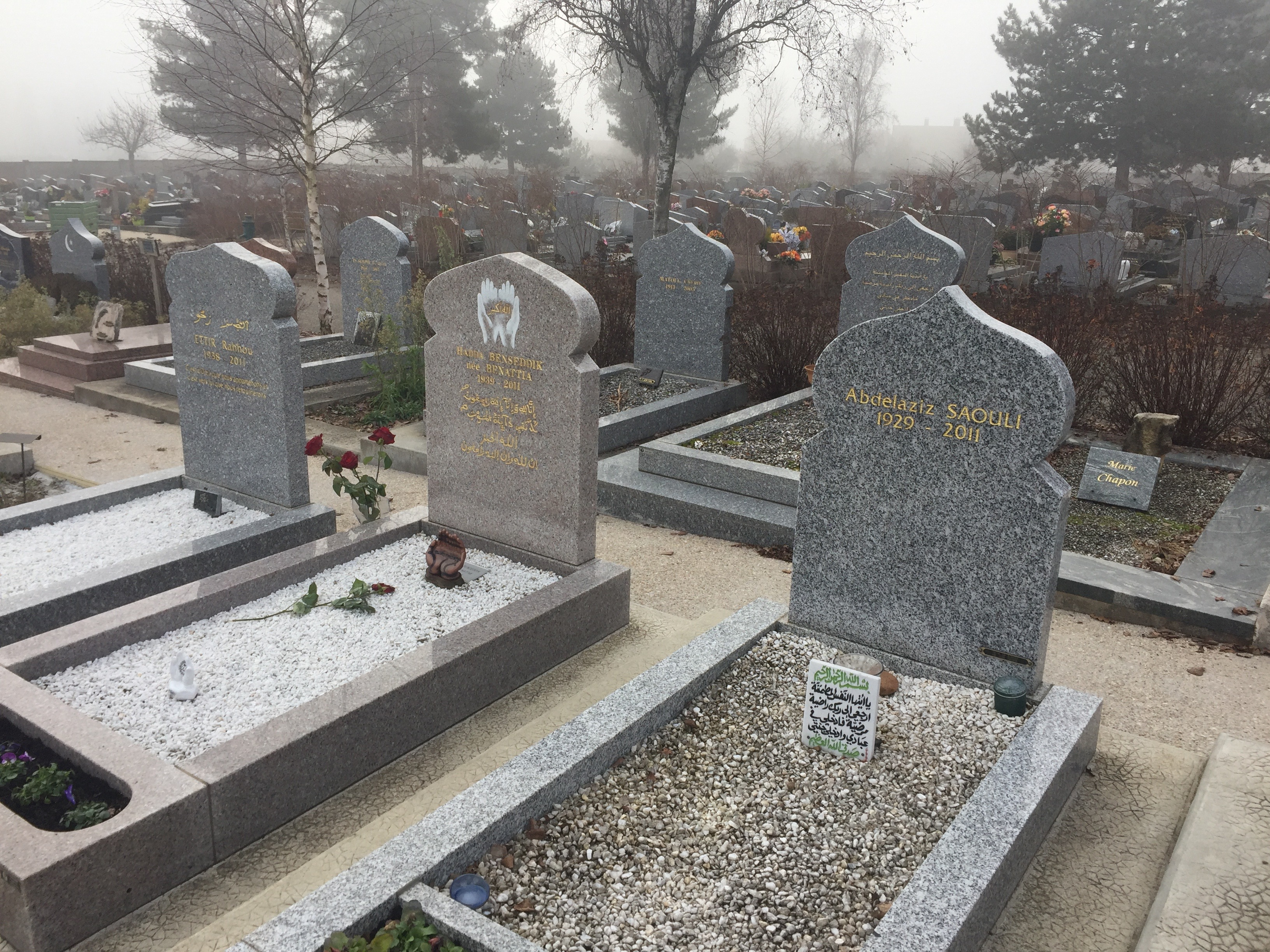
Carré musulman du cimetière de Vichy.
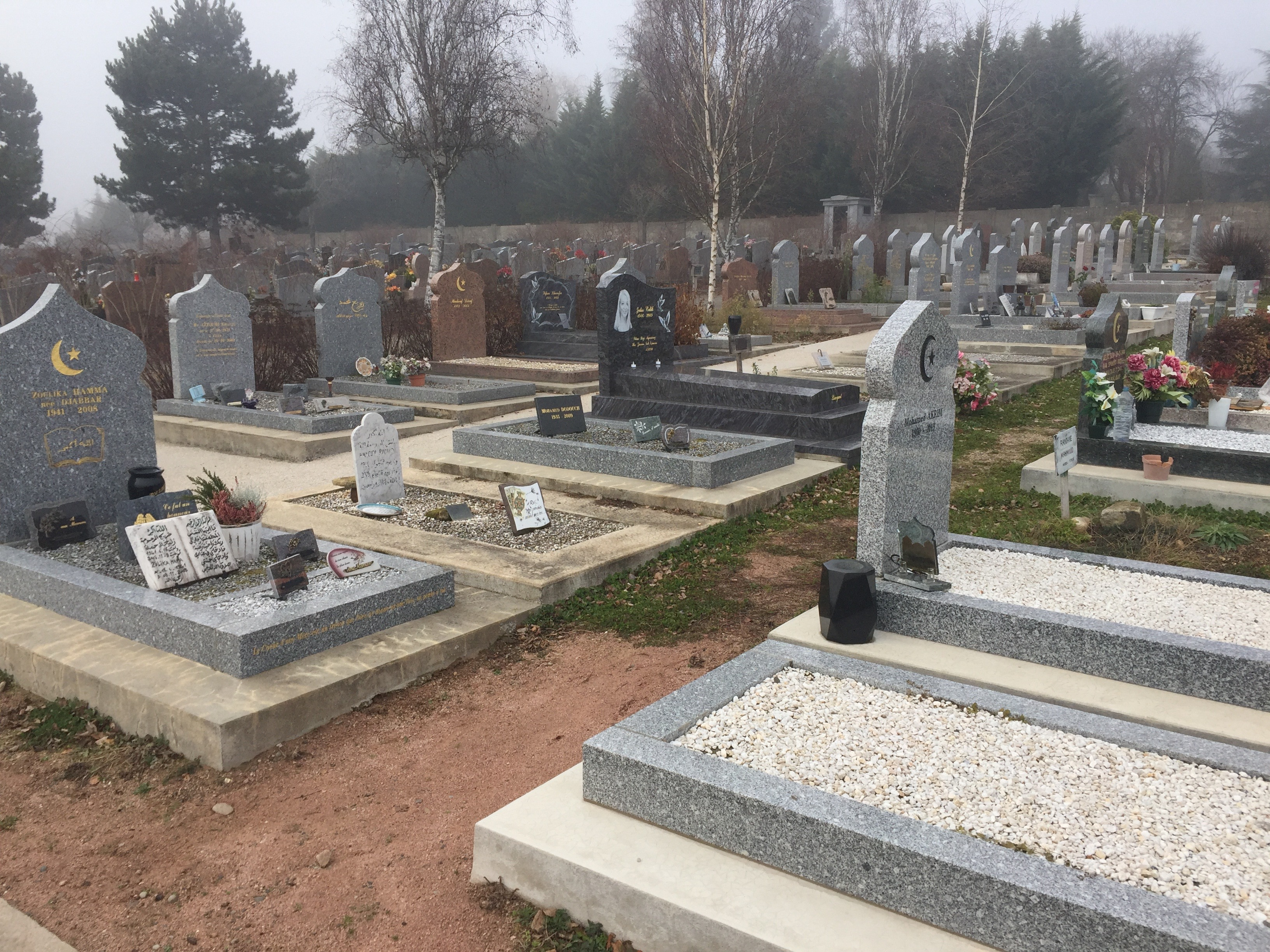
Carré musulman du cimetière de Vichy.

### Carrés musulmans de cimetières militaires
Les instances militaires exigent des espaces dans les cimetières parisiens durant la Première Guerre mondiale. Sur les 7 909 soldats inhumés dans les cimetières parisiens, 307 sont musulmans :
| Cimetières parisiens | Soldats musulmans alliés inhumés |
| -------------------- | -------------------------------- |
| Pantin               | 176                              |
| Ivry                 | 101                              |
| Bagneux              | 47                               |
| Vaugirard            | 23                               |
| Total                | 307                              |

Outre la partie militaire du cimetière musulman de Bobigny, ouverte en 1944, quelques nécropoles possédant des carrés musulmans regroupant les soldats tués au cours des deux guerres mondiales :
| Nécropoles                             | Guerre                                              | Nombre de tombes | Stèles musulmanes |
| -------------------------------------- | --------------------------------------------------- | ---------------- | ----------------- |
| Douaumont (Meuse)                      | Première Guerre mondiale                            | 16 117           | 592               |
| Notre-Dame-de-Lorette (Pas-de-Calais)  | Première Guerre mondiale                            | 40 000           | 576               |
| La Ferme de Suippes (Marne)            | Première Guerre mondiale                            | 9 256            | 1 959             |
| Condé-Folie (Somme)                    | Seconde Guerre mondiale                             | 3 310            | 829               |
| Rougemont (Doubs)                      | Seconde Guerre mondiale                             | 2 177            | 1 251             |
| Sigolsheim (Haut-Rhin)                 | Seconde Guerre mondiale                             | 1 589            | 792               |
| Rétaud (Charente-Maritime)             | Seconde Guerre mondiale                             | 330              | 129               |
| Nécropole nationale de la Doua (Rhône) | Première Guerre mondiale et Seconde Guerre mondiale | 6359             | 320               |
| Besançon (Doubs)                       | Première Guerre mondiale et Seconde Guerre mondiale | ?                | ~20               |
| Cimetière de Vichy (Allier)            | Première Guerre mondiale                            | 500              | 3                 |

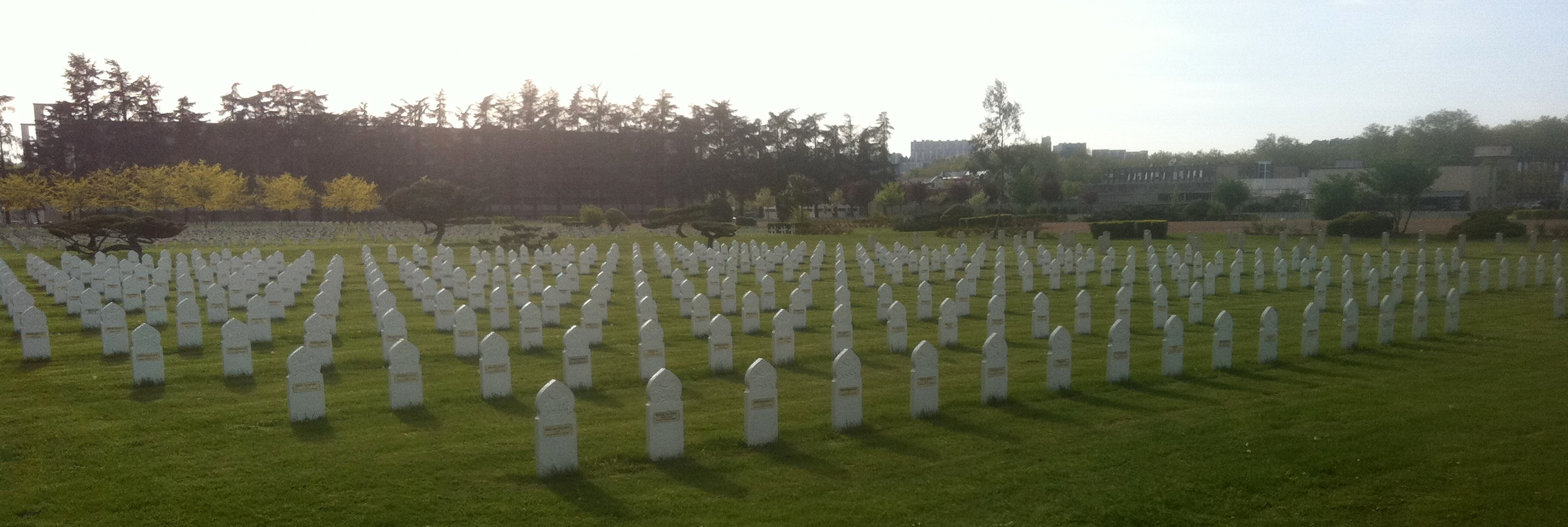
Carré C musulman à la nécropole nationale de la Doua.
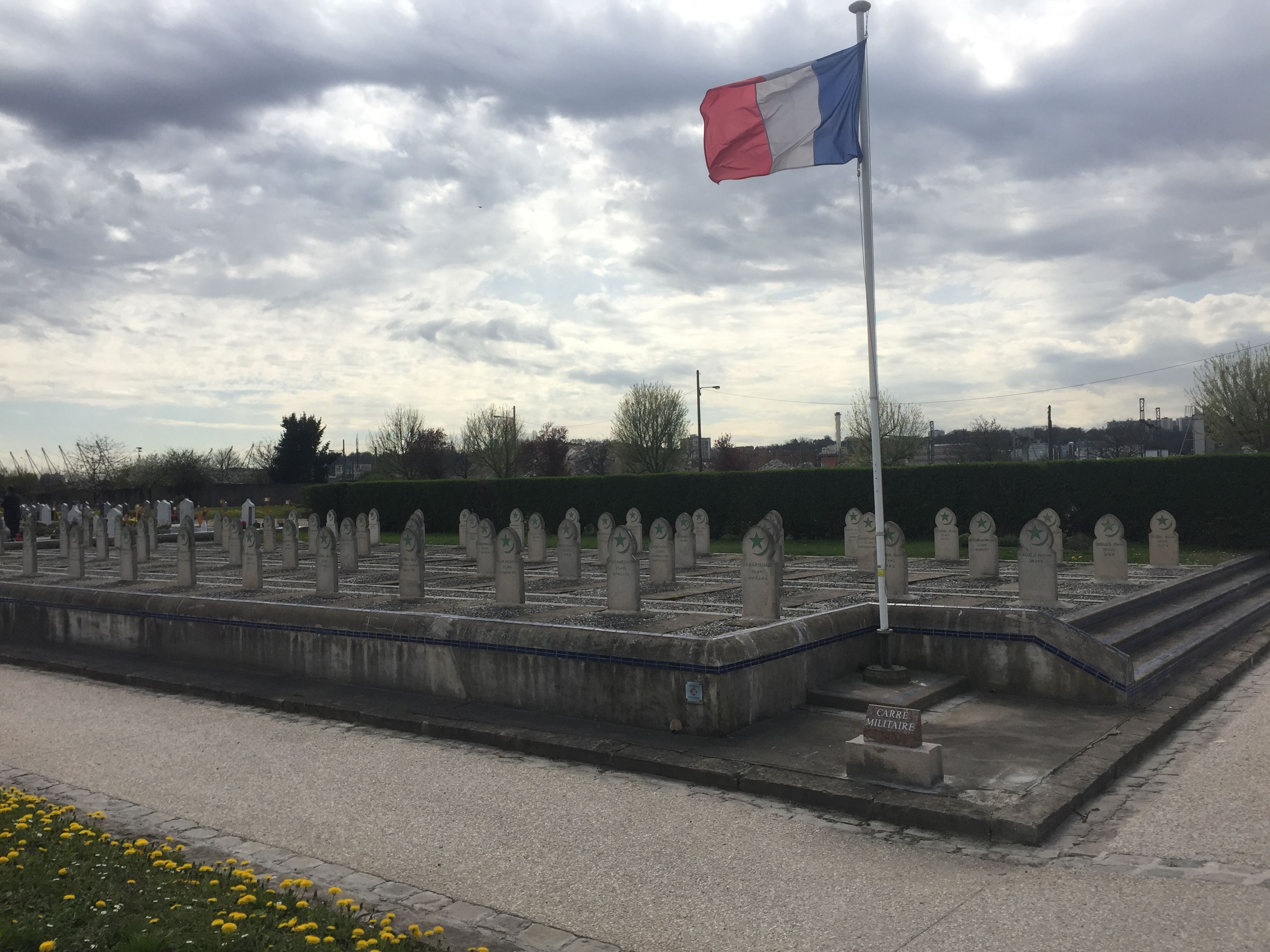
Carré militaire au cimetière musulman de Bobigny.
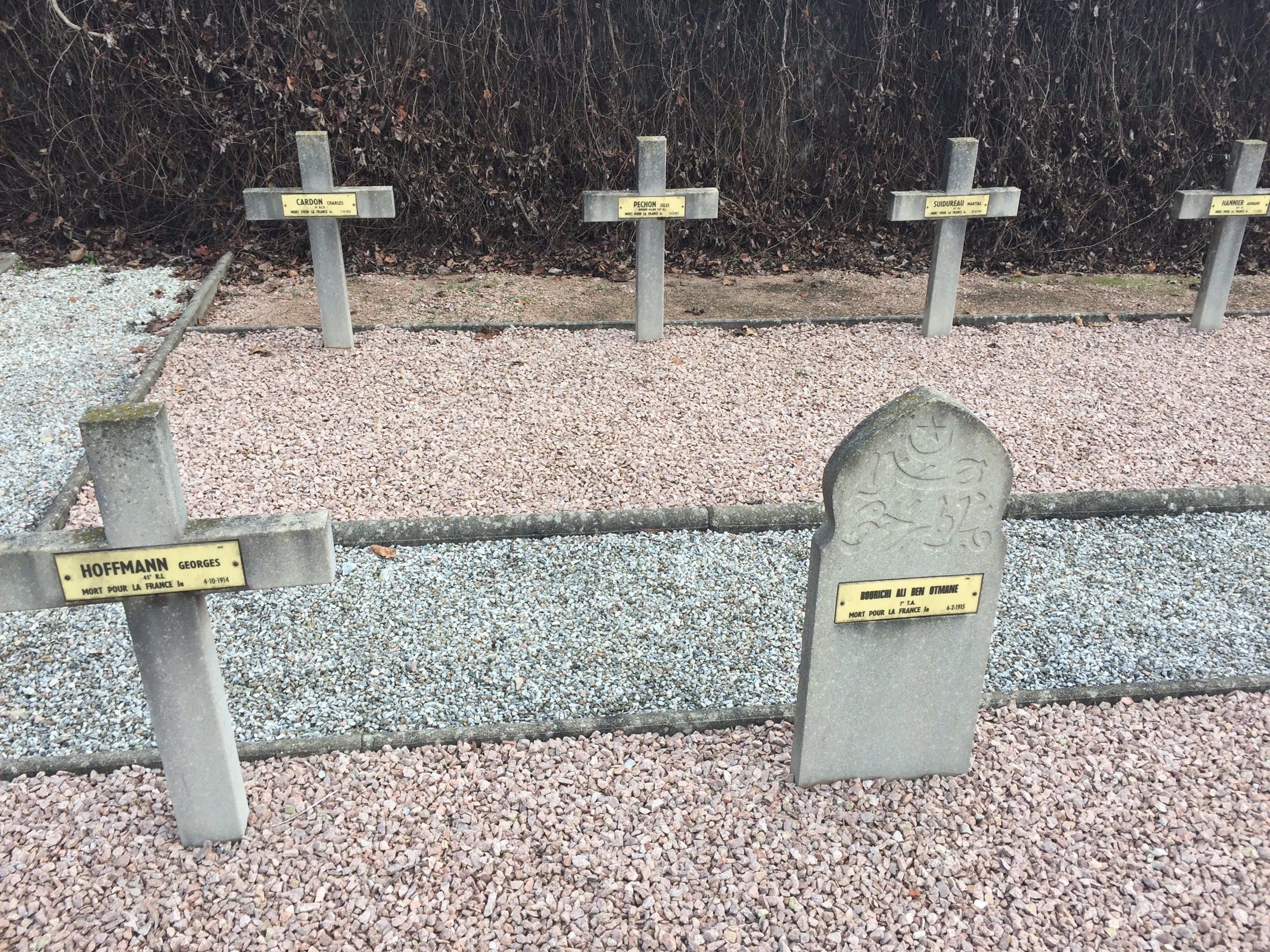
Tombe musulmane du cimetière militaire de Vichy.
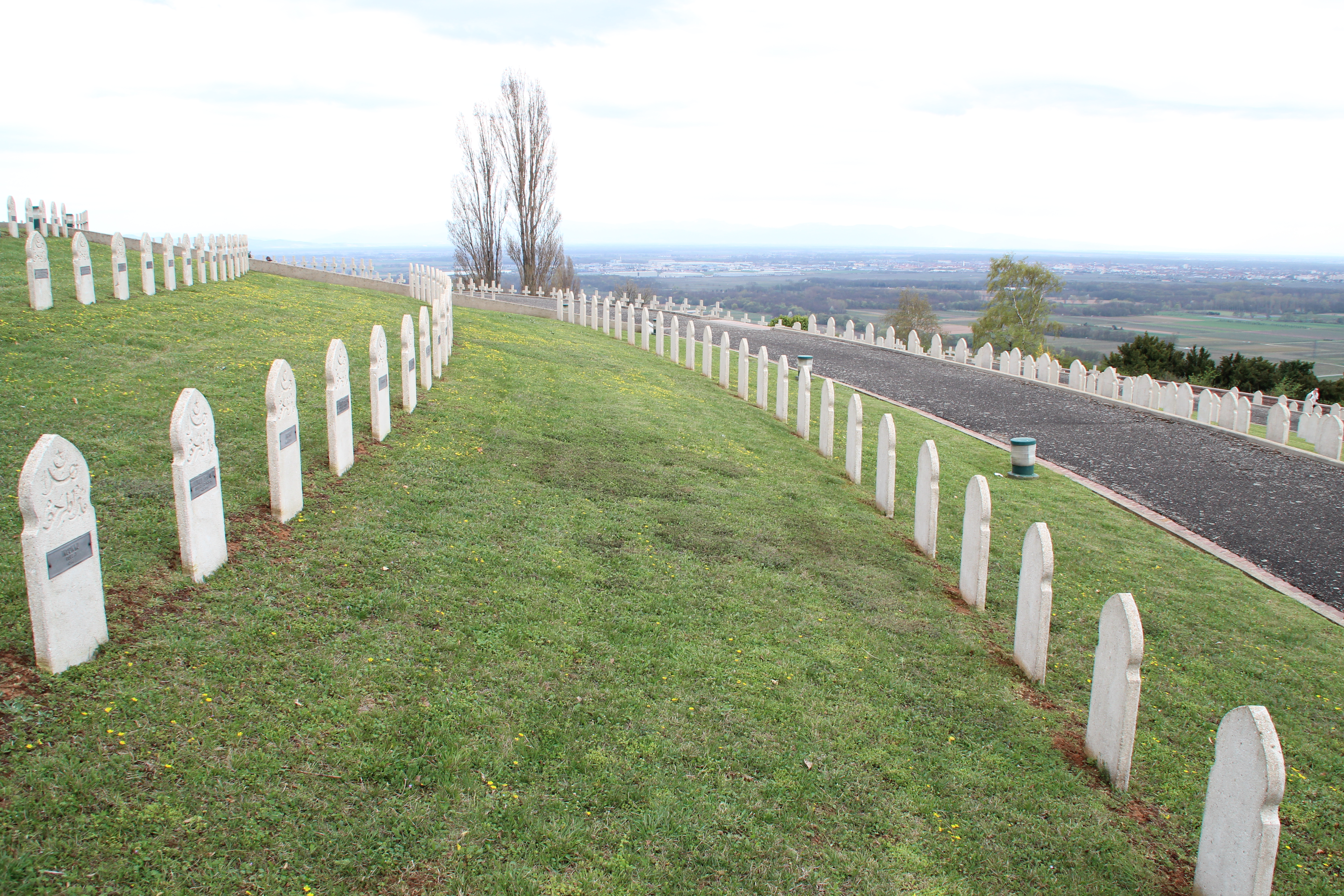
Tombes musulmanes à la nécropole nationale de Sigolsheim.
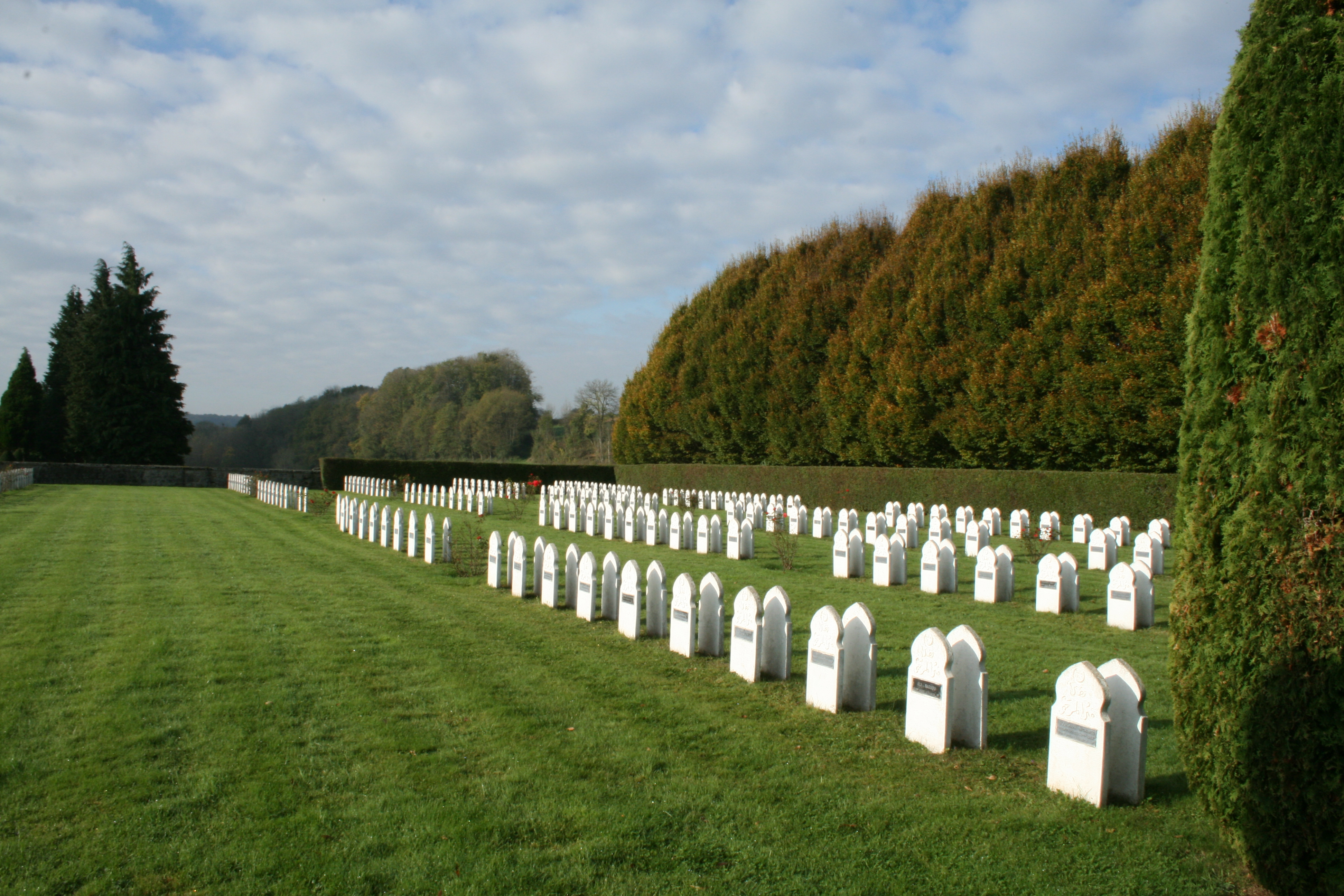
Tombes musulmanes à la nécropole nationale de Rougemont.

### Profanations
Depuis 2003, plusieurs carrés musulmans ont fait l'objet de profanations, donnant lieu à des poursuites et des condamnations. Celles commises en 2004 sont attribuées à un groupe néonazi s'en étant également pris à des sépultures juives.
- 2003
  - 21 octobre : Environ soixante tombes sont profanées à coups de batte de baseball par un déséquilibré dans le carré musulman du cimetière de Thiais (Val-de-Marne)[13] ;
- 2004
  - 5 avril : Quatre tombes musulmanes sont profanées par des inscriptions néonazies au cimetière militaire de Cronenbourg, près de Strasbourg[12] ;
  - 14 juin : Plus de cinquante tombes musulmanes sont  profanées par des inscriptions néonazies à Strasbourg[14]  ;
  - 24 juin : Une cinquantaine de sépultures musulmanes d'un cimetière militaire sont recouvertes d'inscriptions néonazies à Haguenau (Bas-Rhin)[15]  ;
  - 6 août : Quinze tombes musulmanes sont profanées par des inscriptions néonazies dans le cimetière militaire de Cronenbourg[12].
- 2009
  - 21 octobre 2009 : huit tombes de soldats marocains appartenant à la 2e division blindée, morts pour la France au cours des combats qui ont suivi le débarquement de Normandie en juin 1944, ont été profanées et recouvertes d'inscriptions néonazies au cimetière de Montjoie-Saint-Martin, un village situé en Basse-Normandie[16].
- 2010
  - 6 mai 2010 : sept stèles de soldats de confession musulmane, morts pour la France lors de la Première Guerre mondiale, ont été profanées dans le carré militaire du cimetière de Tarascon (Bouches-du-Rhône)[17].

Le carré musulman du cimetière militaire Notre-Dame-de-Lorette à Ablain-Saint-Nazaire (Nord-Pas-de-Calais), qui abrite les tombes de 576 soldats musulmans de l'Armée française morts pour la France durant la Première Guerre mondiale, a été profané par des inscriptions néonazies à trois reprises, le 19 avril 2007 (52 tombes), le 6 avril 2008 (148 tombes, une tête de porc a été pendue à l'une d'elles) et le 8 décembre 2008 (la presque totalité des 576 tombes).

## Carrés musulmans de cimetières militaires à l'étanger
Deux cimetières militaires français en Italie possédant des carrés musulmans regroupant les soldats du corps expéditionnaire français tués au cours de la campagne d'Italie en 1943-1944, principalement lors de la bataille de Monte Cassino.
| Nécropoles         | Guerre                  | Nombre de tombes | Stèles musulmanes |
| ------------------ | ----------------------- | ---------------- | ----------------- |
| Venafro            | Seconde Guerre mondiale | 4 578            | 3 130             |
| Monte Mario (Rome) | Seconde Guerre mondiale | 1 709            | 1 142             |